# Рассел, Хелен
Хелен Рассел (англ. Helen Russell) — британский журналист, писатель, спикер, автор книг «Хюгге, или Уютное счастье по-датски. Как я целый год баловала себя „улитками“, ужинала при свечах и читала на подоконнике» (The Year of Living Danishly) (2015) и «Год скачка» (Leap Year) (2016).
За время работы журналисткой Хелен была главным редактором английского сайта Marie Claire, сотрудничала с журналом Tatler Asia, газетами The Guardian (корреспондент, c июня 2005 года) и The Daily Telegraph (обозреватель, c 2016 года).

## Биография
Начав работу в качестве исследователя The Sunday Times, Хелен продолжила работу в качестве автора статей «Возьми перерыв» и заместителя редактора AllAboutYou.com. Затем она работала редактором для Top Sante и новых запусков для Tatler Asia, Grazia India и Sky.
В 2010 году Хелен стала главным редактором сайта marieclaire.co.uk (Marie Claire).
В 2013 году Хелен вместе с мужем переехала в Данию, когда её муж получил работу в LEGO, затем в 2016 году вернулась в Англию.
Первая книга Хелен «Хюгге, или Уютное счастье по-датски. Как я целый год баловала себя „улитками“, ужинала при свечах и читала на подоконнике» была опубликована в 2015 году Icon и стала бестселлером, переведённым на 18 языков (русский перевод вышел в марте 2017 года).
Её вторая книга «Год скачка» опубликована Two Roads / John Murray (2016). Дебютный роман Хелен, «Стать викингом» будет опубликован издательством Ebury в 2018 году.

## Книги

### «Хюгге, или Уютное счастье по-датски» (2015)
Главная тема книги — раскрытие секрета самой счастливой страны в мире (известно, что Дания несколько лет подряд занимала лидирующие позиции во «Всемирном докладе о счастье»). Автор книги встречалась с самыми разными людьми, расспрашивала их о жизни и просила оценить свой уровень счастья по шкале от 1 до 10. Никто из её собеседников не дал оценки ниже 8,5.
В книге рассмотрены темы ухода за детьми, образования, питания и дизайна интерьера (не говоря уже о «хюггё»), депрессии, налогов, сексизма и так далее. Содержание книги структурировано по месяцам одного года. В конце каждой главы автор подводит итоги месяца и делится своим выводами.
«Хюгге, или Уютное счастье по-датски» была опубликована в Англии январе 2015 года издательством Icon, перевод книги на датский был опубликован в октябре того же года издательством Turbine.
Критики признают, что автор проделала большую работу и описала множество интересных ситуаций из жизни датчан, однако считают, что книга недостаточно глубока в плане раскрытия социальных проблем Дании (в частности, алкоголизма и домашнего насилия). «К сожалению, Рассел не пытается „копнуть глубже“ гламурный имидж Дании», — отмечает обозреватель The Independent Сьюзи Мезуре. «К сожалению, она не обладает даром сатиры… Её проза такая же „плоская“, как сама Дания», — пишет обозреватель Daily Mail Роджер Льюис. Книжный обозреватель «Комсомольской правды» Олег Жданов считает, что книга интересна «форматом лабораторной регистрации ощущений и приобретенных героиней навыков».

### «Год скачка» (2016)
Когда Хелен предстояло вернуться в Англию, она написала ещё одну книгу под названием «Год скачка» (Leap Year) (2016). Название многозначно, его можно перевести как «Високосный год». В романе автор анализирует свою жизнь, учится принимать решения, справляться с жизненными трудностями.

### «Стать викингом» (2018)
В марте 2017 года появилась информация о том, что Хелен Рассел пишет свой первый роман (художественную прозу) «Стать викингом» (Gone Viking) и что книга будет опубликована издательством Ebury в январе 2018 года.

## Личная жизнь
Хелен замужем, воспитывает сына Фокса (род. в начале 2014 г.), имеет собаку по кличке Джамбл.